# Al Cervi
Alfred Nicholas Cervi  (ur. 12 lutego 1917 w Buffalo, zm. 9 listopada 2009 w Rochester) – amerykański koszykarz włoskiego pochodzenia, obrońca, mistrz NBL jako zawodnik mistrz, mistrz NBA jako trener, wielokrotnie zaliczany do składów najlepszych zawodników NBL oraz NBA, trener roku NBL, członek Koszykarskiej Galerii Sław im. Jamesa Naismitha.

## Osiągnięcia
NBL
- Mistrz NBL (1946)[2]
- 2-krofny wicemistrz NBL (1947–1948)[5][6]
- Zaliczony do:
  - I składu NBL (1947–1949)[5][6][7]
  - II składu NBL (1946)[2]
  - składu najlepszych zawodników w historii ligi NBL (NBL All-Time Team)[8]
  - Galerii Sław Sportu Greater Buffalo (2003)[9]
- Lider strzelców NBL (1947)[5]

NBA
- Wicemistrz NBA (1950)[3]
- Wybrany do:
  - II składu NBA (1950)[10]
  - Koszykarskiej Galerii Sław im. Jamesa Naismitha (Naismith Memorial Basketball Hall Of Fame – 1985)[4]
  - Galerii Sław Spotu National Italian American Sports (1990)[1]
- Uczestnik meczu gwiazd Legend NBA (1957, 1964)[11]

Trenerskie
- Mistrz NBA (1955)[3]
- Wicemistrz NBA (1954)[3]
- Trener Roku NBL (1949)[4]